# Walenty Mazanek
Walenty Mazanek (ur. 1861, zm. 1935) – polski duchowny rzymskokatolicki.

## Życiorys
Urodził się w 1861. Od 1891 do 1892 był administratorem parafii św. Wojciecha i św. Stanisława w Rzeszowie. Od 1916 do śmierci był proboszczem parafii w Łańcucie. Był także nauczycielem, działaczem oświatowym. Przyczynił się do założenia seminarium nauczycielskiego połączonego z 7-klasową szkołą ćwiczeń w Łańcucie. Pełnił stanowisko dyrektora Prywatnego Seminarium Nauczycielskiego Sióstr Boromeuszek w Łańcucie. W 1908 otrzymał tytuł honorowego członka Polskiego Towarzystwa Pedagogicznego we Lwowie. W sierpniu 1921 otrzymał tytuł honorowego obywatelstwa Łańcuta. Zmarł w 1935.

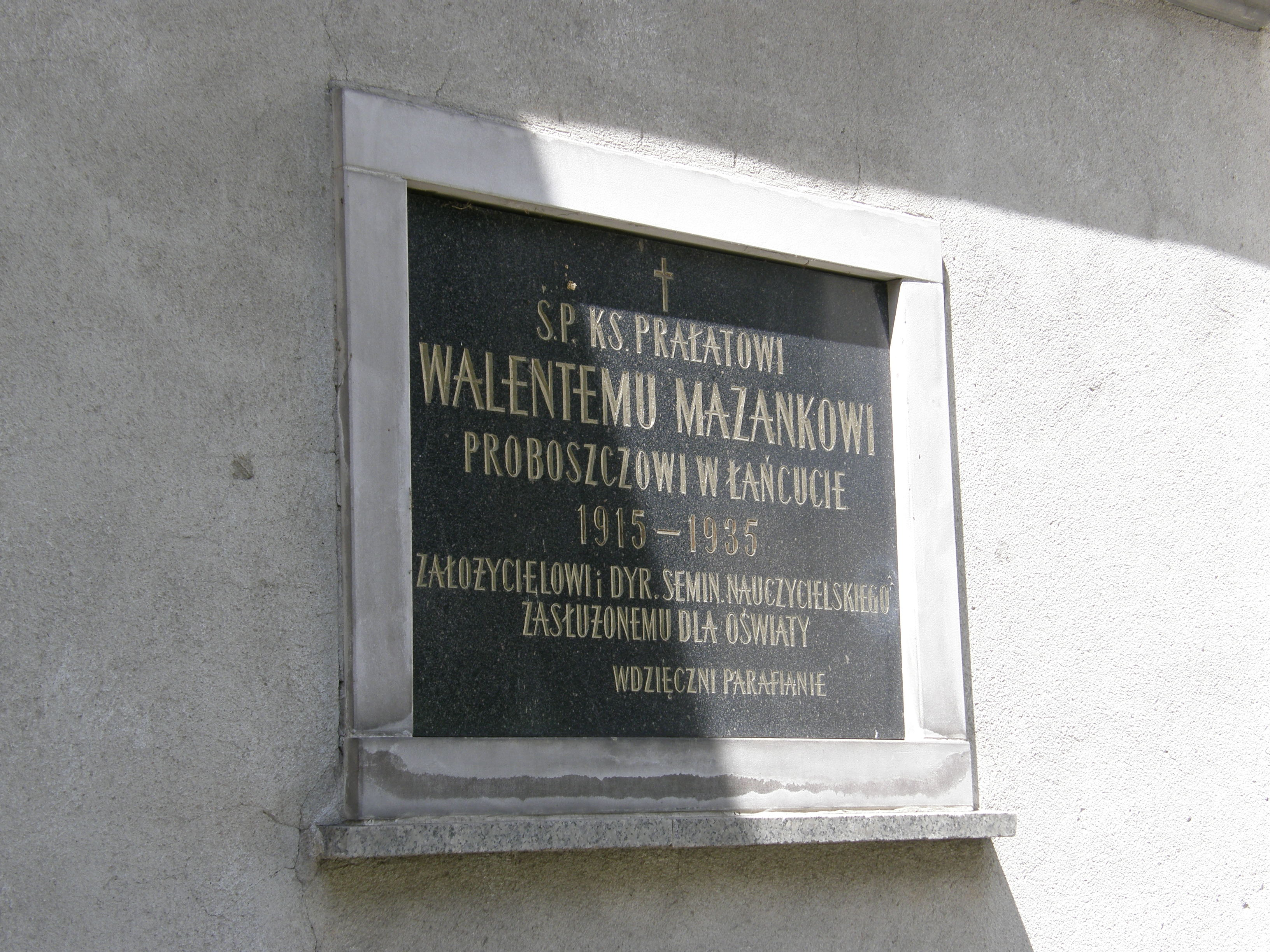
Tablica upamiętniająca ks. Mazanka na kościele św. Stanisława Biskupa w Łańcucie